# Szingapúr az olimpiai játékokon
Szingapúr a legtöbb nyári olimpiára küldött sportolókat, miután független brit királyi gyarmat lett, mindössze három hónappal az 1948-as játékok kezdete előtt. Az ország 1960-ig saját csapattal vett részt a sportünnepeken, majd miután az 1963-ban létrejött új, független állam, Malajzia része lett, 1964-ben Malajziával egy lobogó alatt vonultak fel sportolói a nyitóünnepségen. Szingapúr 1965-től újra függetlenné vált Malajziától, és az azt követő olimpiai rendezvényeken már mindig önállóan képviseltette magát, de nem volt jelen az 1980-as játékokon, mert csatlakozott az Amerikai Egyesült Államok vezette bojkotthoz. Szingapúr a 2018. évi téli olimpiai játékokon vett részt először.
Szingapúr hat olimpiai érmet nyert eddigi története során. Az első ezüstérmet Tan Howe Liang nyerte könnyűsúlyú súlyemelésben, 1960-ban.
Asztaliteniszezőik, Jing Jun Hong és Li Jia Wei negyedik helyezésükkel közel kerültek az érem nyeréséhez 2000-ben és 2004-ben. Az ország nagy olimpiai csapatot küldött 2008-ban Pekingbe. Ez volt a legnagyobb esélyük arra, hogy 1960 után újra nyerhessenek olimpiai érmet, és ez sikerült is az asztaliteniszezők női csapatversenyében. A 2012-es londoni játékokon két bronzérmet szereztek.
A Szingapúri Nemzeti Olimpiai Tanács 1947-ben alakult meg, a NOB 1948-ban vette fel tagjai közé.

## Érmesek
| Érem  | Név                                  | Olimpia              | Sport         | Versenyszám          |
| ----- | ------------------------------------ | -------------------- | ------------- | -------------------- |
| Ezüst | Tan Howe Liang                       | 1960, Róma           | Súlyemelés    | Könnyűsúly           |
| Ezüst | Feng Tian Wei Li Jia Wei Wang Jue Gu | 2008, Peking         | Asztalitenisz | Női csapat           |
| Bronz | Feng Tian Wei                        | 2012, London         | Asztalitenisz | Női egyes            |
| Bronz | Feng Tian Wei Li Jia Wei Wang Jue Gu | 2012, London         | Asztalitenisz | Női csapat           |
| Arany | Joseph Schooling                     | 2016, Rio de Janeiro | Úszás         | Férfi 100 m pillangó |
| Bronz | Max Maeder                           | 2024, Párizs         | Vitorlázás    | Férfi Formula kite   |

## Éremtáblázatok

### Érmek a nyári olimpiai játékokon
| Olimpia              | Arany          | Ezüst          | Bronz          | Összesen       |
| 1948, London         | 0              | 0              | 0              | 0              |
| 1952, Helsinki       | 0              | 0              | 0              | 0              |
| 1956, Melbourne      | 0              | 0              | 0              | 0              |
| 1960, Róma           | 0              | 1              | 0              | 1              |
| 1964, Tokió          | nem vett részt | nem vett részt | nem vett részt | nem vett részt |
| 1968, Mexikóváros    | 0              | 0              | 0              | 0              |
| 1972, München        | 0              | 0              | 0              | 0              |
| 1976, Montréal       | 0              | 0              | 0              | 0              |
| 1980, Moszkva        | nem vett részt | nem vett részt | nem vett részt | nem vett részt |
| 1984, Los Angeles    | 0              | 0              | 0              | 0              |
| 1988, Szöul          | 0              | 0              | 0              | 0              |
| 1992, Barcelona      | 0              | 0              | 0              | 0              |
| 1996, Atlanta        | 0              | 0              | 0              | 0              |
| 2000, Sydney         | 0              | 0              | 0              | 0              |
| 2004, Athén          | 0              | 0              | 0              | 0              |
| 2008, Peking         | 0              | 1              | 0              | 1              |
| 2012, London         | 0              | 0              | 2              | 2              |
| 2016, Rio de Janeiro | 1              | 0              | 0              | 1              |
| 2020, Tokió          | 0              | 0              | 0              | 0              |
| 2024, Párizs         | 0              | 0              | 1              | 1              |
| Összesen             | 1              | 2              | 3              | 6              |

## Érmek sportáganként

### Érmek a nyári olimpiai játékokon sportáganként
| Szingapúr érmei a nyári olimpiai játékokon sportáganként | Szingapúr érmei a nyári olimpiai játékokon sportáganként | Szingapúr érmei a nyári olimpiai játékokon sportáganként | Szingapúr érmei a nyári olimpiai játékokon sportáganként | Az olimpiai zászlaja |

| Sportág       | Arany | Ezüst | Bronz | Összesen |
| ------------- | ----- | ----- | ----- | -------- |
| Úszás         | 1     | 0     | 0     | 1        |
| Asztalitenisz | 0     | 1     | 2     | 3        |
| Súlyemelés    | 0     | 1     | 0     | 1        |
| Vitorlázás    | 0     | 0     | 1     | 1        |
| Összesen      | 1     | 2     | 3     | 6        |